# Dukak
Abu Nasr Shams al-Muluk Duqaq (? - 8. lipnja 1104.) bio je seldžučki vladar Damaska od 1095. do smrti. 
Rodio se kao sin Tutuša I, seldžučkog vladara Damaska, i Khatun Safwat al-Mulk. Brat mu je bio Radwan (Ridvan). Nakon očeve smrti 1095. emirat, koji je obuhvaćao najveći dio današnje Sirije, je naslijedio Ridvan, dok je Dukak preuzeo područje Džazira (sjeverozapadna Mezopotamija). Međutim, iste godine je Dukak podigao ustanak protiv svog brata i zauzeo Damask; Ridvan je bio prisiljen skloniti se u Alep. Dukaku je u sukobu podršku pružio Yaghi-Siyan, guverner Antiohije, i to isključivo iz lične netrpeljivosti prema Ridvanovom atabegu Janah ad-Dawli; osim njega ga je podržao i jeruzalemski guverner Ilgazi. Na Ridvanovoj strani je ostao Ilgazijev brat Sokman.
Kaotični sukob seldžučkih velmoža se dodatno komplicirao kada se Janah ad-Dawla posvađao s Ridvanom, a zbog čega su Dukakovi dotadašnji saveznici prešli na Ridvanovu stranu. Međutim, on je privremeno obustavljen kada su godine 1097. na teritorij Sirije stigli križari. Nakon što su križari Antiohiju stavili pod opsadu, Dukak ju je pokušao razbiti, ali je 30. decembra 1097. poražen od strane trupa Bohemonda Tarantskog. U lipnju sljedeće godine je Antiohija pala, a Dukak je sudjelovao u pokušaju preotimanja grada pod vodstvom mosulskog atabega Kerboge. Pokušaj je završio neuspjehom koji se često tumači izdajničkim povlačenjem Dukakovih trupa.
Sljedeće godine je Dukak uspio od svojih pobunjenih vazala preoteti Diyarbakır. Godine 1100. je kod Nahr al-Kalba, u blizini Bejruta, postavio zasjedu križarskim trupama grofa Balduina I od Edese, ali je taj okršaj završio križarskom pobjedom.
1103. je nakon ubojstva Janah ad-Dawle uspio zauzeti Homs. Međutim, sljedeće godine se teško razbolio. Pošto mu je sin Tutuš II. bio premlad da bi vladao, na nagovor majke je pred smrt za regenta imenovao svog atabega Toghtekina. Umro je 8. lipnja. Nedugo potom je Toghtekin izveo dvorski puč i preuzeo vlast kao novi emir, otpočevši Buridsku dinastiju.